# کیگاک
کیگاک (انگلیسی: KEGOC) شرکت مهندسی قزاقستانی است، که در سال ۱۹۹۷ تأسیس شد.